# مايكل إمبريولي
مايكل إمبريولي (بالإنجليزية: Michael Imperioli)‏ مواليد 26 مارس 1966 في ماونت فيرنون، الولايات المتحدة، هو ممثل ومخرج أمريكي بدأ مسيرته الفنية سنة 1989. كما أنه من الفائزين بجائزة إيمي.

## الأعمال

### أفلام
- الأصدقاء الطيبون (1990)
- مالكوم إكس (1992)
- فتيان أشقياء (1995) (بدور: جوجو)
- مذكرات كرة السلة (1995) (بدور: بوبي)
- إشاعة القرش (2004) (بدور: فرانكي)
- العظام المحبوبة (2009)
- المكالمة (2013)
- الفتى العجوز (2013) (بدور: تشاكي)

### مسلسلات
- إن واي بي دي بلو (1994) (بدور: دوين رولينز)
- آل سوبرانو (1999)
- عائلة سيمبسون (2006)
- الحياة السرية لمراهقة أمريكية (2010)
- فتيات (2012)
- المكتب (2013)
- هاواي فايف أو (2015) (بدور: أوديل مارتن)
- لوسيفر (2016)

## روابط خارجية
- مايكل إمبريولي على موقع IMDb (الإنجليزية)
- مايكل إمبريولي على موقع الموسوعة البريطانية (الإنجليزية)
- مايكل إمبريولي على موقع روتن توميتوز (الإنجليزية)
- مايكل إمبريولي على موقع ألو سيني (الفرنسية)
- مايكل إمبريولي على موقع ميوزك برينز (الإنجليزية)
- مايكل إمبريولي على موقع أول موفي (الإنجليزية)
- مايكل إمبريولي على موقع قاعدة بيانات الأفلام السويدية (السويدية)
- مايكل إمبريولي على موقع إن إن دي بي (الإنجليزية)
- مايكل إمبريولي على موقع قاعدة بيانات الفيلم (الإنجليزية)
- مايكل إمبريولي على موقع كينوبويسك (الروسية)